# Voroňja
Voroňja (rusky Воронья) je řeka na Kolském poloostrově v Murmanské oblasti v severozápadním Rusku. Je dlouhá 155 km. Povodí řeky je 9940 km².

## Průběh toku
Odtéká z jezera Lovozero. Na horním toku protéká širokou dolinou, která se na dolním toku mění v úzkou a hlubokou soutěsku s mnoha peřejemi a vodopády. Nejvyšší vodopád Padun druhý má výšku 26,7 m. Ústí do Voroňské zátoky Barentsova moře.

## Vodní režim
Průtok je regulovaný vlivem jezer na řece a jejich přítocích a maximum není proto příliš výrazné. Průměrný roční průtok vody u Golicyně činí 114 m³/s.

## Využití
Na řece byla vybudována Serebrjanská vodní elektrárna, za jejichž hrází vznikla Serebrjanská přehrada.